# Grande Bibliothèque
Ne doit pas être confondu avec Bibliothèque nationale de France.

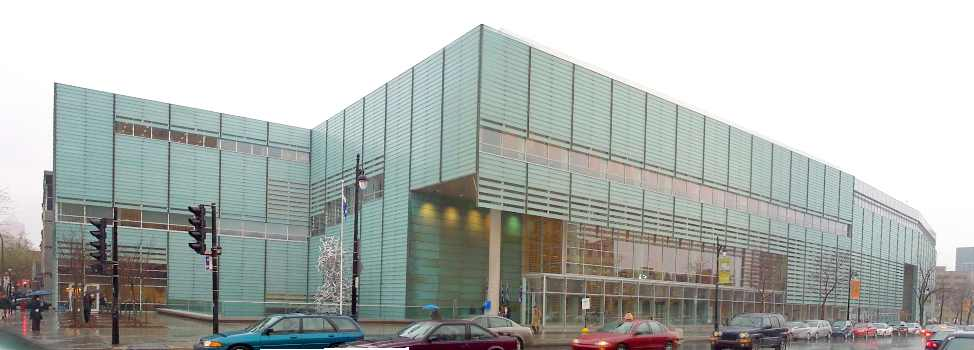
La Grande Bibliothèque, 475, boulevard De Maisonneuve Est, Montréal

La Grande Bibliothèque est le lieu principal de diffusion de Bibliothèque et Archives nationales du Québec (BAnQ). Son mandat est de servir de bibliothèque centrale aux Montréalais et de bibliothèque ressource à l’ensemble du Québec. Située dans le Quartier latin de Montréal, elle a ouvert ses portes au public le 30 avril 2005.
Libre d'accès pour tous, elle est la plus vaste bibliothèque publique du Québec. Sa fréquentation du 1er avril 2008 au 31 mars 2009 fut de 2 928 278 entrées, ce qui en fait la bibliothèque la plus fréquentée de toute la Francophonie.

## Histoire
- 2021 : Marie Grégoire est nommée PDG de BAnQ. Elle entre en fonction le 9 août 2021.
- 2018 : Jean-Louis Roy est nommé président-directeur général de Bibliothèque et Archives nationales du Québec. Il entre en fonction le 4 juin.
- 2014 : Christiane Barbe est nommée présidente-directrice générale de Bibliothèque et Archives nationales du Québec. Elle entre en fonction le 18 août.
- 2009 : Guy Berthiaume est nommé président-directeur général de Bibliothèque et Archives nationales du Québec. Il entre en fonction le 22 juin.
- 2006 : En janvier, huit mois après son ouverture, la popularité de la Grande Bibliothèque ne décroît pas. Le nombre de visites chaque jour, originellement prévu à 5 000, dépasse les 10 000.
- 2005 : en janvier, le déménagement des quatre millions de documents provenant des collections de diffusion de la bibliothèque nationale, des collections de la Bibliothèque centrale de Montréal et des collections nouvellement acquises débute[4].
  - 11 avril : les futurs usagers de l'institution peuvent commencer à s'abonner au comptoir d'inscription aménagé à la station de métro Berri-UQAM[5].
  - 29 avril : inauguration officielle en présence de la présidente-directrice générale Lise Bissonnette, du premier ministre du Québec Jean Charest, de la ministre de la Culture du Québec Line Beauchamp, du maire de Montréal Gérald Tremblay, ainsi que plus de 800 invités[6].
  - 30 avril : ouverture au public. Une journée porte ouverte est offerte les 30 avril et 1er mai[7]. Plus de 18 000 personnes visitent les lieux.
  - 3 mai : première journée d'activité ; 12 422 visiteurs prennent d'assaut la Grande Bibliothèque (BAnQ), 12 988 documents sont empruntés et 1 700 nouvelles personnes se sont abonnées cette même journée, selon le rapport annuel de 2005-2006 de BAnQ[8].
  - 15 mai : étant donné la grande popularité de la Grande Bibliothèque, les services de sécurité limitent l'accès du public. L'attente en milieu d'après-midi, pour accéder aux collections, peut atteindre 30 minutes.
- 2002 : en mars, la Loi sur la Bibliothèque nationale du Québec entre en vigueur et fait une seule institution de la Bibliothèque nationale du Québec et la Grande Bibliothèque du Québec[9]. En octobre, la construction du bâtiment débute pour se terminer en novembre 2004.
- 2001 : le 31 mai, la Loi sur la Bibliothèque nationale du Québec est adoptée[10]. Elle fusionne les activités de la Bibliothèque nationale et de la Grande bibliothèque du Québec, sous le nom de Bibliothèque nationale du Québec. Le 29 juin, la démolition du Palais du Commerce et la préparation du site en vue de la construction du bâtiment commence[11]. Le 3 décembre, une première pelletée de terre donne le coup d'envoi aux travaux de construction, en présence du premier ministre Bernard Landry et de la ministre de la Culture et des Communications, Diane Lemieux[12].
- 2000 : le décret autorisant le budget de construction et le Programme des espaces et des besoins de la Grande Bibliothèque est adopté par le gouvernement du Québec. En juin, le contrat d'architecture est attribué à une équipe d'architectes de Vancouver et de Québec, à la suite d'un concours international lancé par la GBQ.
- 1998 : en mars, un projet de Politique de la lecture et du livre est déposé par la ministre de la Culture et des Communications. Le rôle et les principales missions nationales de la Grande Bibliothèque y sont précisés. Des audiences publiques sont tenues pour le choix du site. Une préférence marquée pour le Quartier latin s'y dessine. Le Palais du Commerce est choisi, après avoir été recommandé par 70 % des participants[4]. En juin, le gouvernement du Québec officialise le choix du Palais du Commerce comme site de la Grande Bibliothèque[13]. Par la même occasion, l'Assemblée nationale du Québec adopte la loi constituant la Grande Bibliothèque du Québec. En août, madame Lise Bissonnette est nommée Présidente-directrice générale de la Grande bibliothèque du Québec et six membres du conseil d'administration sont également nommés[13].

Logo de la Bibliothèque nationale du Québec dans les années 1990

Logo de la Grande Bibliothèque du Québec

- Logo de la Grande Bibliothèque du Québec1997 : en juin, le comité dépose son rapport qui recommande la création d'une Grande bibliothèque du Québec. À la suite de ce rapport, le gouvernement nomme un conseil provisoire qui définira le programme des besoins, les orientations législatives et les principes de protocole entre la Bibliothèque nationale, la Bibliothèque centrale et la future Grande Bibliothèque. En novembre, une commission parlementaire sur le rapport Richard est tenue. Après avoir entendu une trentaine d'organismes et d'individus, la commission donne son appui au projet[14].
- 1996 : en avril, des pourparlers s'entament entre le gouvernement du Québec et la Ville de Montréal. Étant donné que la Bibliothèque centrale de Montréal et la Bibliothèque nationale du Québec manquent d'espace, les deux paliers gouvernementaux évaluent la pertinence de déménager les collections de ces deux bibliothèques dans un même endroit. En décembre, le gouvernement du Québec crée un comité, sous la présidence de Clément Richard, pour étudier la faisabilité de ce projet.

## Mission
La mission de la Grande Bibliothèque est liée à celle de Bibliothèque et Archives nationales du Québec (BAnQ). Celle-ci a pour mission « de rassembler, de conserver de manière permanente et de diffuser le patrimoine  documentaire québécois publié et tout document qui s'y rattache et qui présente un intérêt culturel, de même que tout document relatif au Québec et publié à l'extérieur du Québec. » Elle doit offrir un accès démocratique au patrimoine documentaire constitué par ses collections, à la culture et au savoir et agir comme catalyseur auprès des institutions documentaires québécoises, contribuant ainsi à l'épanouissement des citoyens. Également, elle doit poursuivre des objectifs de valorisation de la lecture, de recherche et d’enrichissement des connaissances, de promotion de l’édition québécoise, elle doit faciliter l’autoformation continue, favoriser  l’intégration des nouveaux arrivants, renforcer  la coopération et les échanges entre les bibliothèques et stimuler  la participation québécoise au développement de la bibliothèque virtuelle.

## Collections

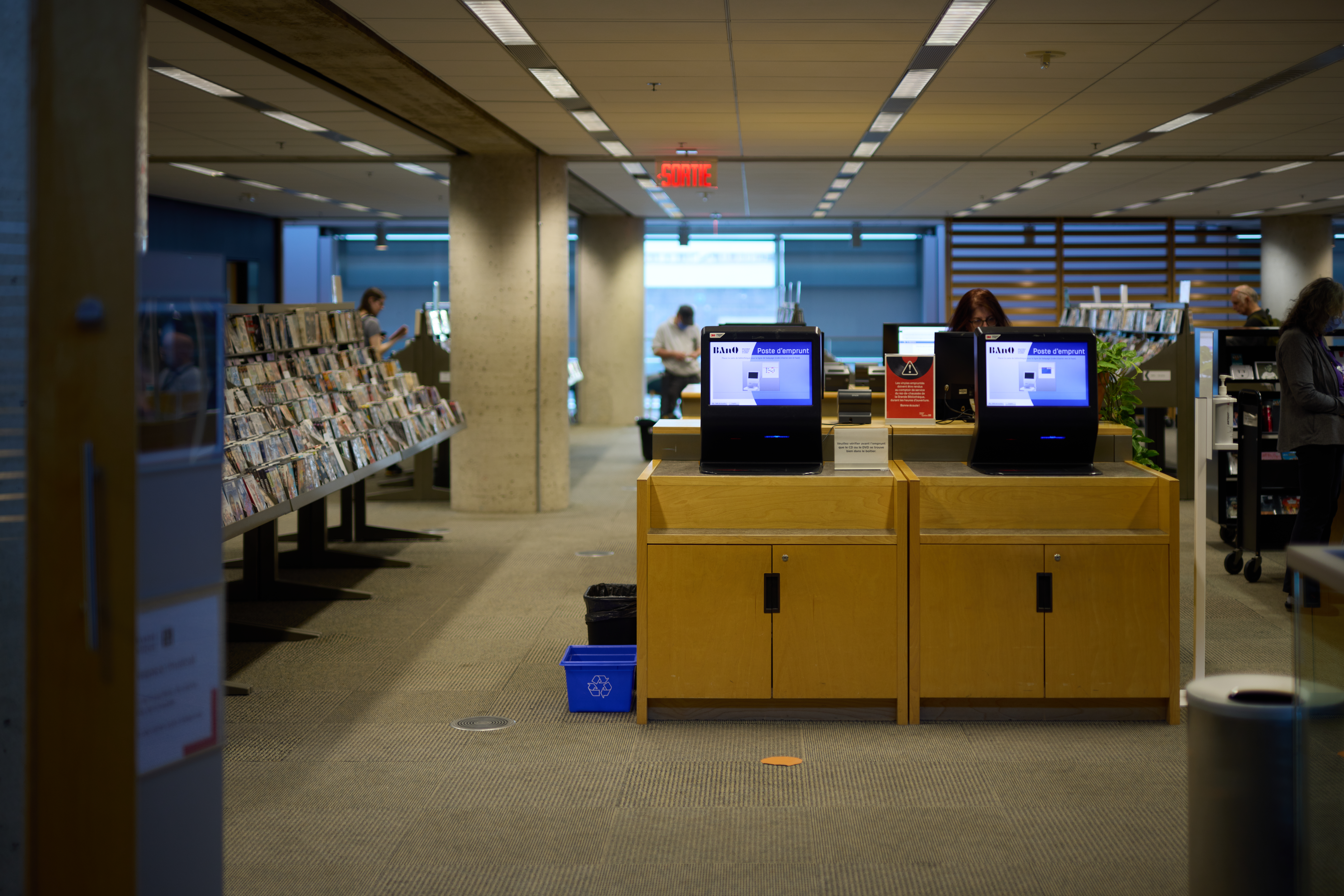
Postes d'emprunt

La Grande Bibliothèque met à la disposition de ses usagers plus de 4 millions de documents, dont 1 million de livres, groupés en deux collections :
- La Collection universelle
- La Collection nationale

### Collection universelle
Cette collection est disponible pour le prêt et la consultation au grand public. Elle comprend les collections de la Bibliothèque centrale de Montréal. Acquise par la Bibliothèque nationale en janvier 2004, elle compte 450 000 livres et un important fonds de revues et de journaux offerts au public en accès libre dans sa quasi-totalité. Également, les nouvelles acquisitions de Bibliothèque et Archives nationales du Québec enrichissent cette collection de documents de toutes sortes.
Les collections de l'Institut Nazareth et Louis-Braille et de La Magnétothèque, constituées de livres en braille et de livres sonores adaptés, forment la base du Service québécois du livre adapté (SQLA) et sont offertes aux personnes vivant avec une déficience visuelle. En plus, la Collection propose un Espace Jeunes pour les usagers de 0 à 13 ans. Les collections pour adultes sont divisées par types de documents ou par thématiques : actualités et nouveautés, revues et journaux, arts, langues et littérature, histoire, sciences humaines et sociales, sciences et technologies, musique et films et une logithèque. Également, il y a des collections pour répondre à des clientèles spécifiques : Collection multilingue pour les nouveaux arrivants, le Centre emploi-carrière, le Carrefour Affaires et la collection sur la bibliothéconomie, les sciences de l’information, le livre et la lecture.
Bien qu'elle propose aussi des documents en anglais et en d'autres langues, la Grande Bibliothèque est l'institution publique qui offre la plus grande collection de langue française en Amérique.

### Collection nationale
Bibliothèque et Archives nationales du Québec acquiert par dépôt légal, deux exemplaires des documents produits au Québec. Le premier exemplaire est conservé dans des salles à atmosphère contrôlée à BAnQ Rosemont–La Petite-Patrie; le second est offert pour consultation à la Grande Bibliothèque. De plus, elle rassemble tout ce qui s'est publié au et sur le Québec, peu importe l'origine, et toutes les publications dont au moins l'un des créateurs est d'origine québécoise, depuis l'époque de la  Nouvelle-France. Cette collection est répartie entre BAnQ Rosemont–La Petite-Patrie et la Grande Bibliothèque. La Collection nationale comprend plus de 240 000 livres, 20 000 journaux et 550 000 revues. De plus, elle comprend les publications gouvernementales du Québec et du Canada, la Collection nationale de musique et la Collection patrimoniale québécoise en littérature jeunesse.
Depuis l'ouverture de la Grande Bibliothèque, cette collection se présente "à rayons ouverts", c'est-à-dire qu'elle est entièrement accessible aux usagers, qui peuvent sillonner les rayons et prendre eux-mêmes les documents. Étant donné l'importance patrimoniale de cette collection, tous les documents qu'elle contient doivent être consultés sur place. Des milliers de documents patrimoniaux, tels des revues et journaux, sont numérisés et peuvent être consultés en ligne via les bases de données institutionnelles.

## Architecture

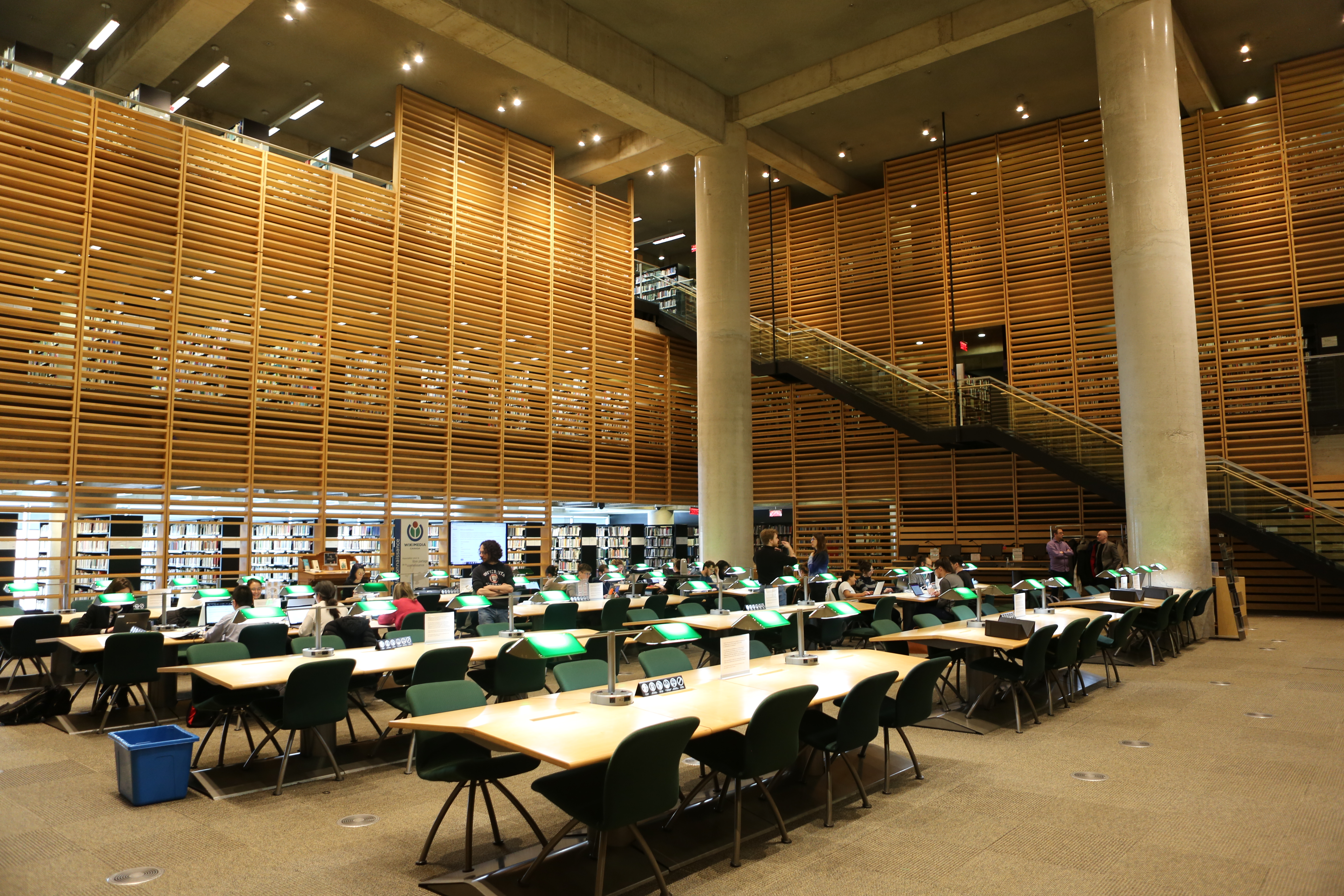
La salle de lecture de la Collection nationale.

### Localisation
Aux débuts du projet, neuf sites situés dans le quadrilatère délimité par les rues Sherbrooke au nord, University à l'ouest, Saint-Antoine au sud  et Saint-Hubert à l'est sont considérés. Situé en plein cœur du Quartier Latin, le Palais du Commerce, alors quasiment abandonné, a dû céder sa place pour sa proximité à plusieurs institutions culturelles et éducatives, aux activités commerciales de la rue Saint-Denis et Sainte-Catherine, mais surtout son lien direct à l'une des plus importantes stations de métro de Montréal, la station Berri-UQAM qui relie trois de ses quatre lignes.

### Concours d'architecture
En janvier 2000, le gouvernement du Québec a lancé pour la première fois un concours international d'architecture. Le jury était constitué de neuf membres :
- Phyllis Lambert - présidente du jury (directrice et fondatrice du Centre canadien d'architecture) ;
- Georges Adamczyck (designer et directeur de l'École d'architecture de l'Université de Montréal) ;
- Lise Bissonnette (présidente-directrice générale de la Grande bibliothèque du Québec);
- Ruth Cawker (architecte) ;
- Yvon-André Lacroix (directeur général de la bibliothéconomie de la Grande bibliothèque du Québec) ;
- Hélène Laperrière (urbaniste et présidente de Culture en ville, Montréal) ;
- Mary Jane Long (architecte, spécialisée en construction de bibliothèques) ;
- Bernard Tschumi (architecte et doyen de la Graduate School of Architecture, Planning and Preservation de l'Université Columbia, New York) ;
- Irene F. Whittome (artiste et professeur en arts plastiques, Université Concordia, Montréal)

L'appel de candidatures a eu lieu de janvier à avril 2000. Pour être admissibles, les architectes devaient être membres en règle de l'organisme qui régie la profession dans leur province ou  pays. Les firmes extérieures au Québec devaient intégrer un architecte inscrit à l'Ordre des architectes du Québec à leur équipe. Si l'équipe gagnante provenait de l'extérieur du Québec, elle devait obtenir un permis de pratique temporaire de l'Ordre des architectes du Québec. Le jury a reçu 37 candidatures. Pour passer à l'étape suivante, le jury devait retenir 5 candidatures. Les règles du concours spécifiaient qu'il devait avoir parmi les finalistes au moins deux équipes du Québec et deux équipes de l'extérieur.
Les cinq finalistes furent :
- Atelier Christian de Portzamparc/Jean-Marc Venne/Birtz Bastien/Bélanger Beauchemin Galienne Moisan Plante/Elizabeth de Portzamparc (France);
- FABG/GDL/N.O.M.A.D.E/Yann Kersalé/Ruedi Baur (Québec);
- Patkau/Croft Pelletier/Gilles Guité (Colombie-Britannique);
- Saucier + Perrotte/Merkès Shooner Dagenais/Desvigne & Dalnoky / Go Multimédia (Québec)
- Zaha Hadid/Boutin Ramoisy Tremblay (Grande-Bretagne)

Pour la deuxième étape du concours, les cinq finalistes ont dû élaborer une esquisse-concept de leur projet entre avril et juin 2000. En juin 2000, le jury a choisi le projet de Patkau Architects (Vancouver), Croft Pelletier architectes(Québec) et Gilles Guité architecte (Québec). Une mention spéciale a été décernée à la firme Zaha Hadid, associé à la firme québécoise Boutin Ramoisy Tremblay.

### Bâtiment

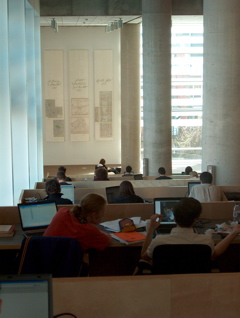
Gradins sud, entre le 2e et le 3e étage. Au fond à gauche, l'ancien espace Cartes et plans, aujourd'hui au 3e étage.

La Grande Bibliothèque est une conception des firmes Patkau Architects de Vancouver, Croft-Pelletier de Québec et Gilles Guité de Montréal. La firme MDS -Menkès Shooner Dagenais Architectes- (Note: en mai 2004, MDS devient MSDL pour Menkès Shooner Dagenais LeTourneux Architectes) s'ajoute à l'équipe d'architecture en 2002 en tant que chargé de projet pour la réalisation, les plans d'exécution et la surveillance du chantier.
Le concept architectural de l'équipe Patkau/Croft-Pelletier/Gilles Guité repose sur trois éléments essentiels: les chambres de bois, la promenade architecturale reliant les différents espaces de lecture et les matériaux utilisés.
Le plafond est en béton, alors que les colonnes sont cylindriques et recouvertes d'une pierre rosâtre polie.
Le chauffage et la climatisation sont assurés par un système inductif, lequel est intégré dans le plancher.
Le parement extérieur est composé notamment de près de 6 300 lamelles de verre.

#### Chambres de bois
Les deux collections (nationale et universelle) sont logées dans des chambres dont les cloisons sont composées de clayettes disposées à claire-voie, lesquelles permettent de maintenir le bruit à un niveau raisonnable, tout en laissant la lumière ambiante y pénétrer. Le bouleau jaune (l'un des emblèmes nationaux du Québec) est l'essence retenue pour la fabrication de ces murs.
Les chambres de bois, référence littéraire au roman d'Anne Hébert et proposée par l'architecte Marie-Chantal Croft, dicte l'aménagement de la Grande Bibliothèque. Clé du concept architectural, ces deux volumes se retrouvent à l'intérieur du volume principal.

### Aménagement intérieur

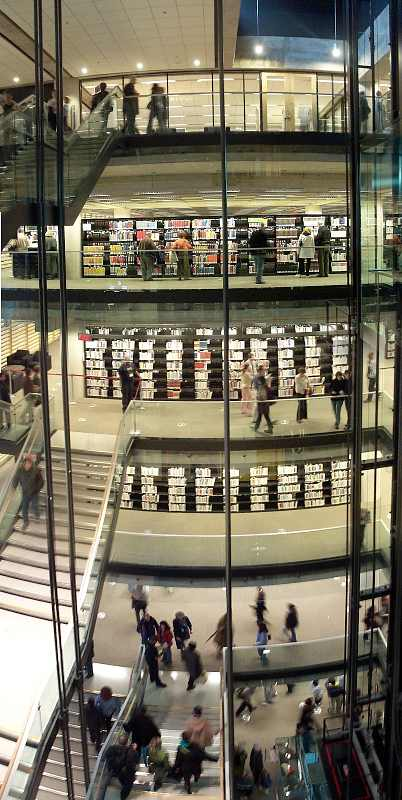
Le volume central de la GB, avec les rayons de la Collection universelle.

La Grande Bibliothèque a une superficie de 33 000 mètres carrés réparties sur six niveaux.
- des aires de lecture et de travail ;
- des espaces d'exposition ;
- un auditorium ;
- un centre de conférences ;
- une aire réservée aux jeunes de zéro à treize ans ;
- un laboratoire de langues ;
- quatre salles de formation ;
- 21 salles de rencontre et de recherche ;
- un laboratoire de création numérique destiné aux 13-17 ans[20].

Elle propose 2 500 places assises, 350 postes informatiques, 44 postes d'écoute de disques et de cassettes audio et 50 postes de visionnement de films.
Dans les aires de lecture et de travail, il est possible d'utiliser un ordinateur portable. Plusieurs bornes conformes à la norme 802.11b/g (Wi-Fi) permettent aux utilisateurs de ces ordinateurs d'accéder gratuitement au réseau Internet.
La Grande Bibliothèque loge sur six niveaux:
- Niveau M : Espace Jeunes.
- Niveau R : Rez-de-chaussée, Actualités et nouveautés ;
- Niveau 1 : Arts et littérature, Entrée de la Collection nationale ;
- Niveau 2 : Économie, affaires, sciences et technologies ;
- Niveau 3 : Histoire, sciences humaines et sociales ;
- Niveau 4 : Musique et films ;

Le niveau M est destiné aux jeunes de 13 ans et moins, avec son Espace Jeunes et le Centre québécois de ressources en littérature pour la jeunesse. On y trouve également une salle d'exposition, une salle d'animation, quatre salles de conférence et la salle de tri des retours et le Service québécois du livre adapté (SQLA). Malgré son nom, Niveau Métro, c'est au niveau R que les gens accèdent à la Grande Bibliothèque à partir de la station de métro Berri-UQAM.

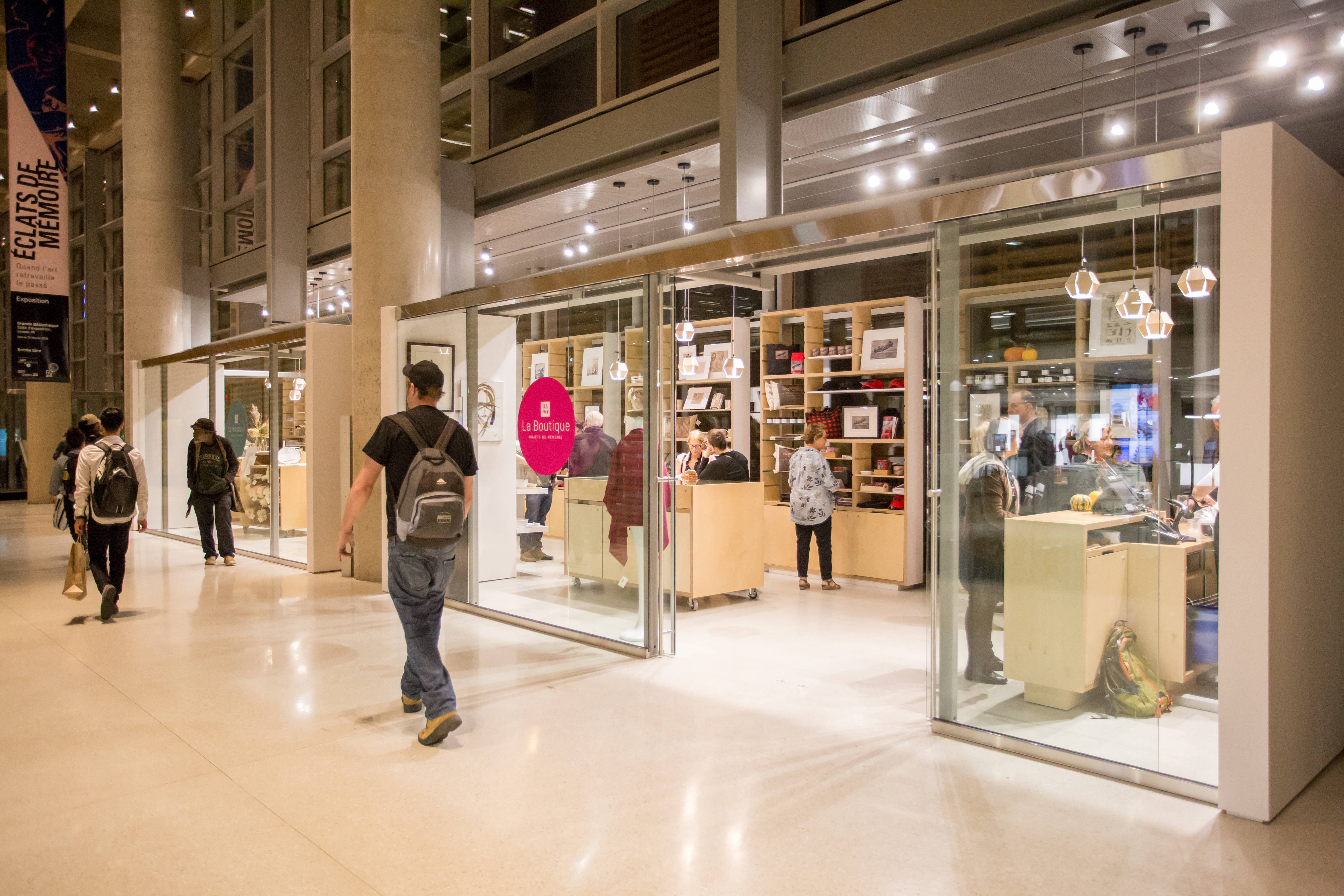
Boutique de la Grande Bibliothèque

Le niveau R contient les comptoirs d'accueil, d'abonnement et de prêt, un convoyeur de retour de documents, tout comme un auditorium de 300 places. Une boutique offrant des objets et vêtements créés par Jean-Claude Poitras et mettant en valeur les collections patrimoniales se trouve également au rez-de-chaussée. On y trouve la section Actualités et nouveautés, les magazines et les journaux ainsi que les services adaptés dont le Service québécois du livre adapté.
Au niveau 1 se trouve l'entrée de la Collection nationale répartie sur trois étages, laquelle compte 250 000 livres, magazines et journaux en lien avec la mission de cette collection. On y trouve également la section Arts et Littérature de la Collection universelle de prêt et de référence et le Square Banque Nationale, un médialab réservé aux 13 à 17 ans.
Le niveau 2 contient le Centre emploi-carrière, le Carrefour Affaires, les Collections pour les nouveaux arrivants (documents destinés à faciliter l'intégration des nouveaux arrivants au Québec), la Collection multilingue et le Laboratoire de langue, en plus de la section Économie, Affaires, Sciences et Technologie de la Collection universelle de prêt et de référence..
Le niveau 3 contient la Collection Saint-Sulpice, assemblée à partir de 1844. Avec des ouvrages aussi anciens, elle est à caractère patrimonial et ne peut donc être consultée que sur place. Elle s'est enrichie au fil des années de collections privées, telles celles de Louis-Joseph Papineau et Louis-Hippolyte La Fontaine. On retrouve enfin, à ce niveau, la section Histoire, Sciences Humaines et Sociales de la Collection universelle de prêt et de référence.
Le niveau 4 contient la section Musique et Films ainsi que des salles de musique électronique où les gens peuvent expérimenter leurs compositions.

## Gallerie

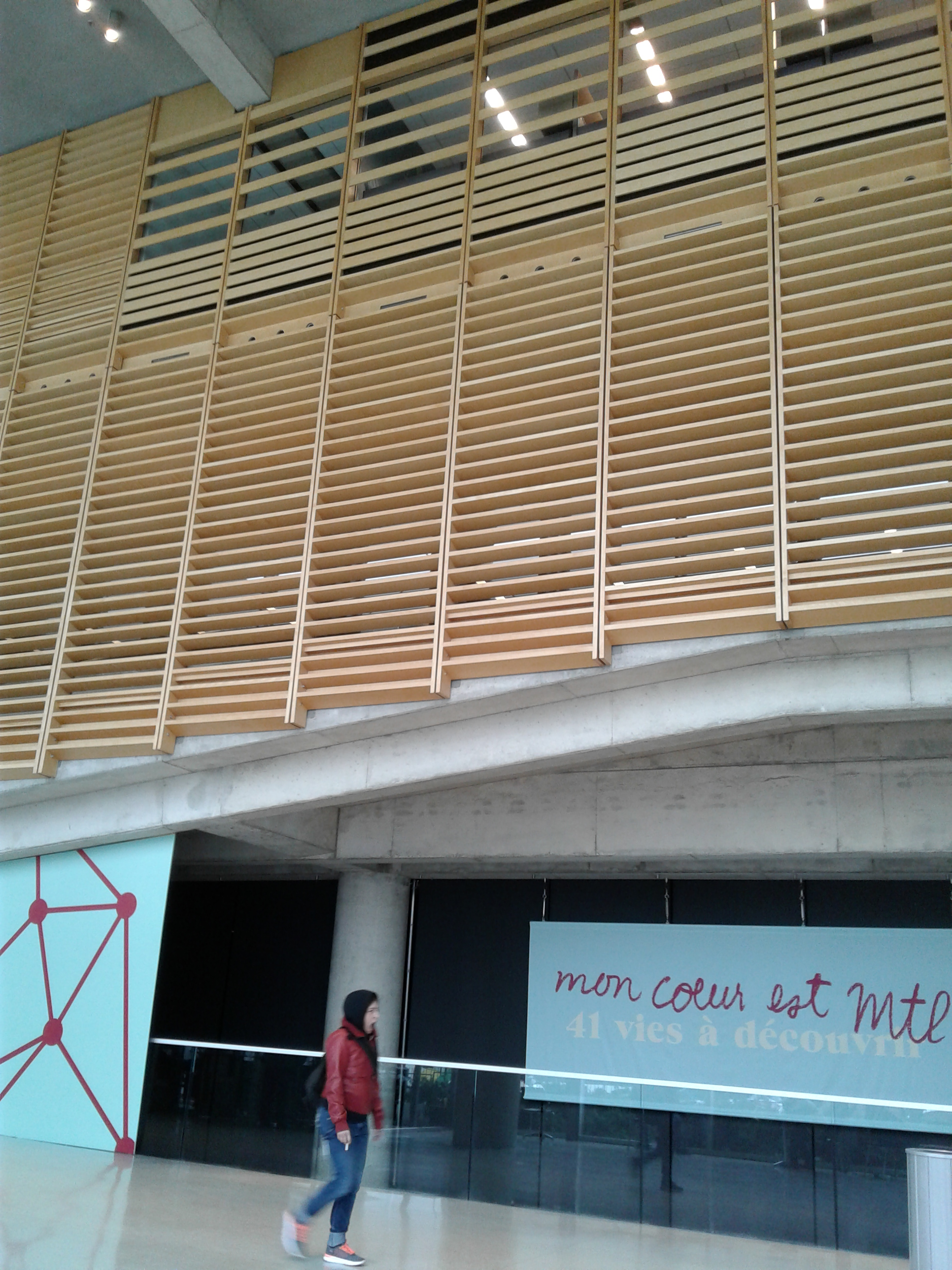
Entrée.
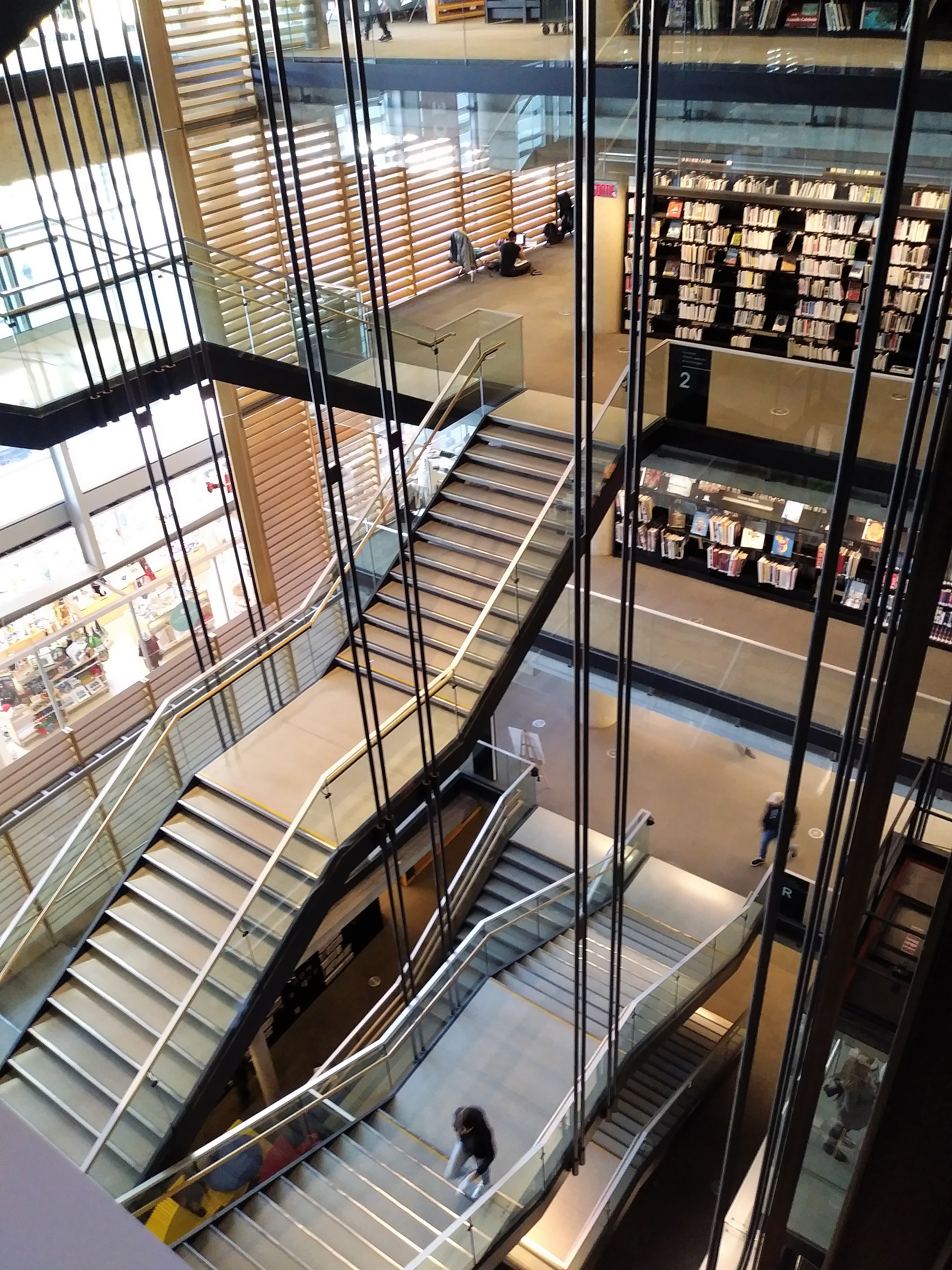
Vue depuis les étages.
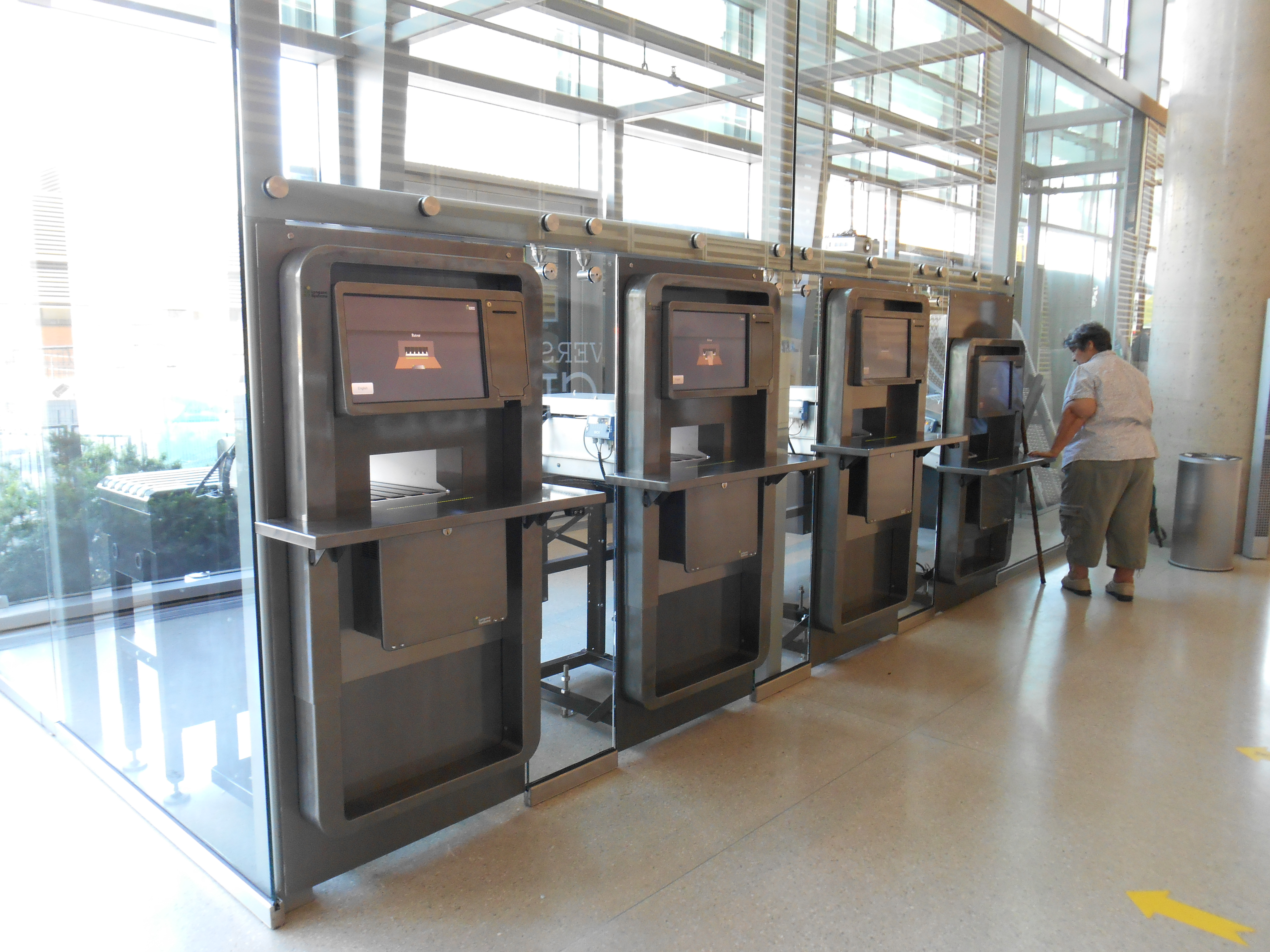
Les robots de retour.
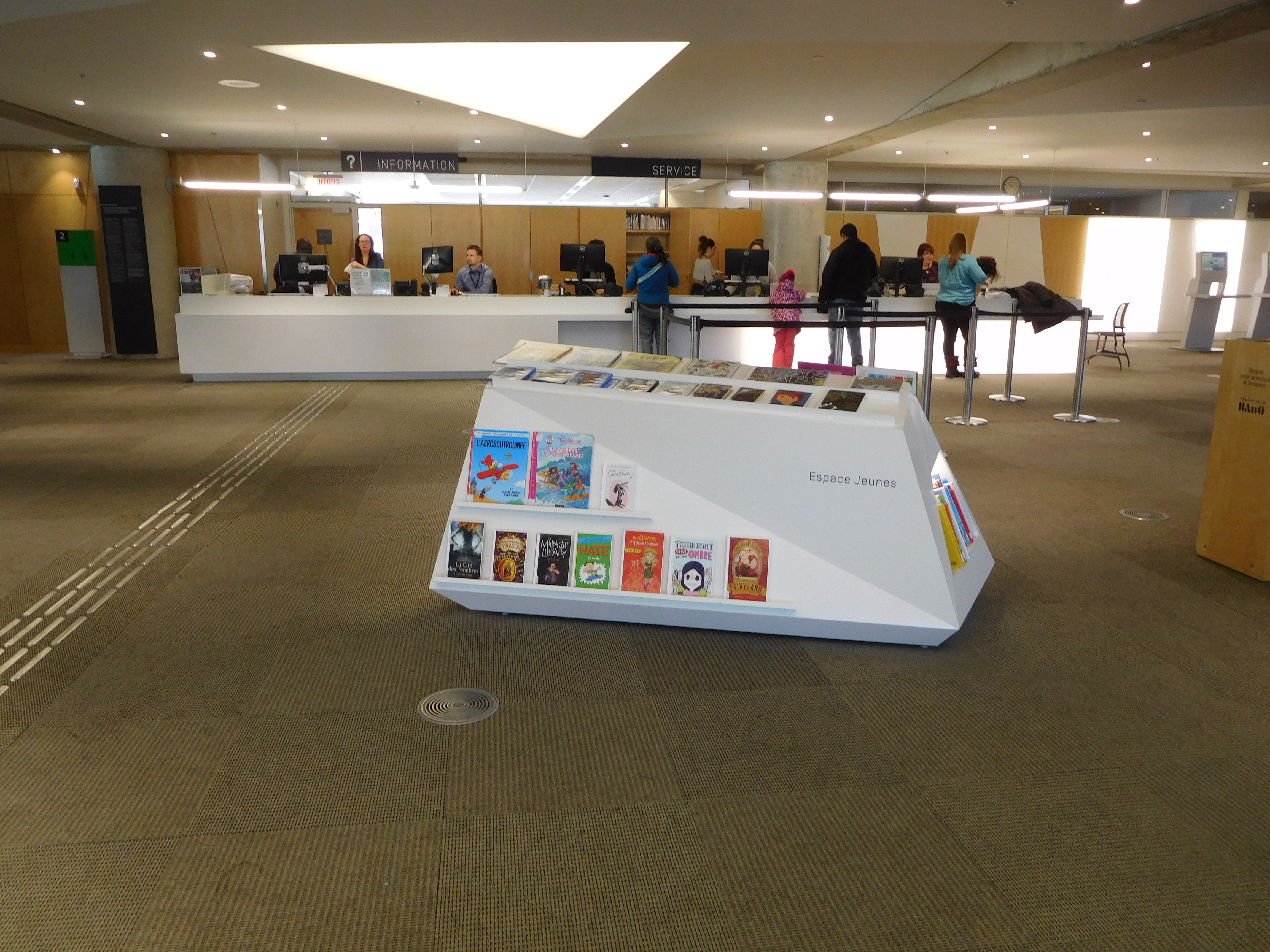
L'accueil au RD
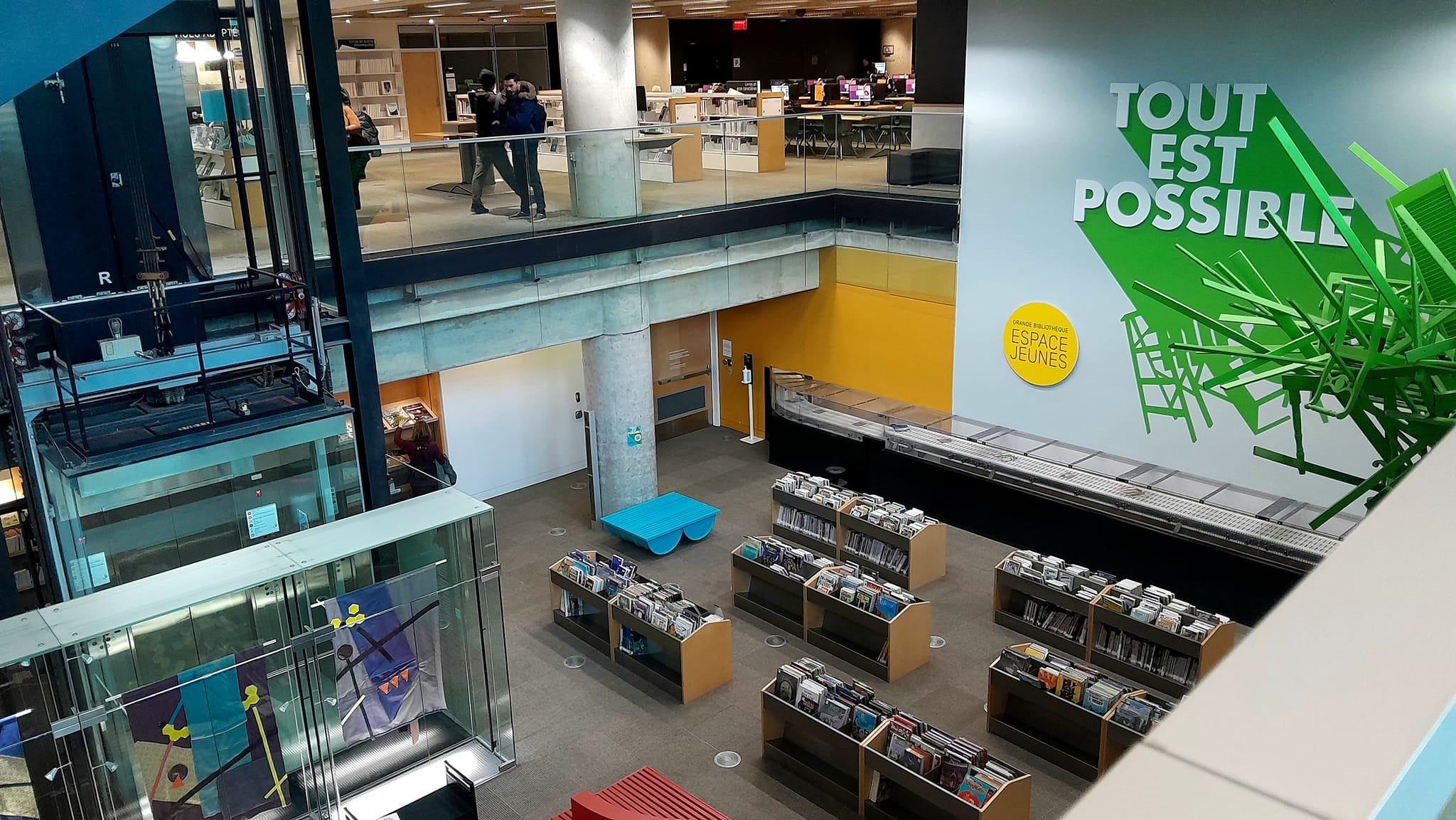
La section jeunesse depuis le RDC en 2024.
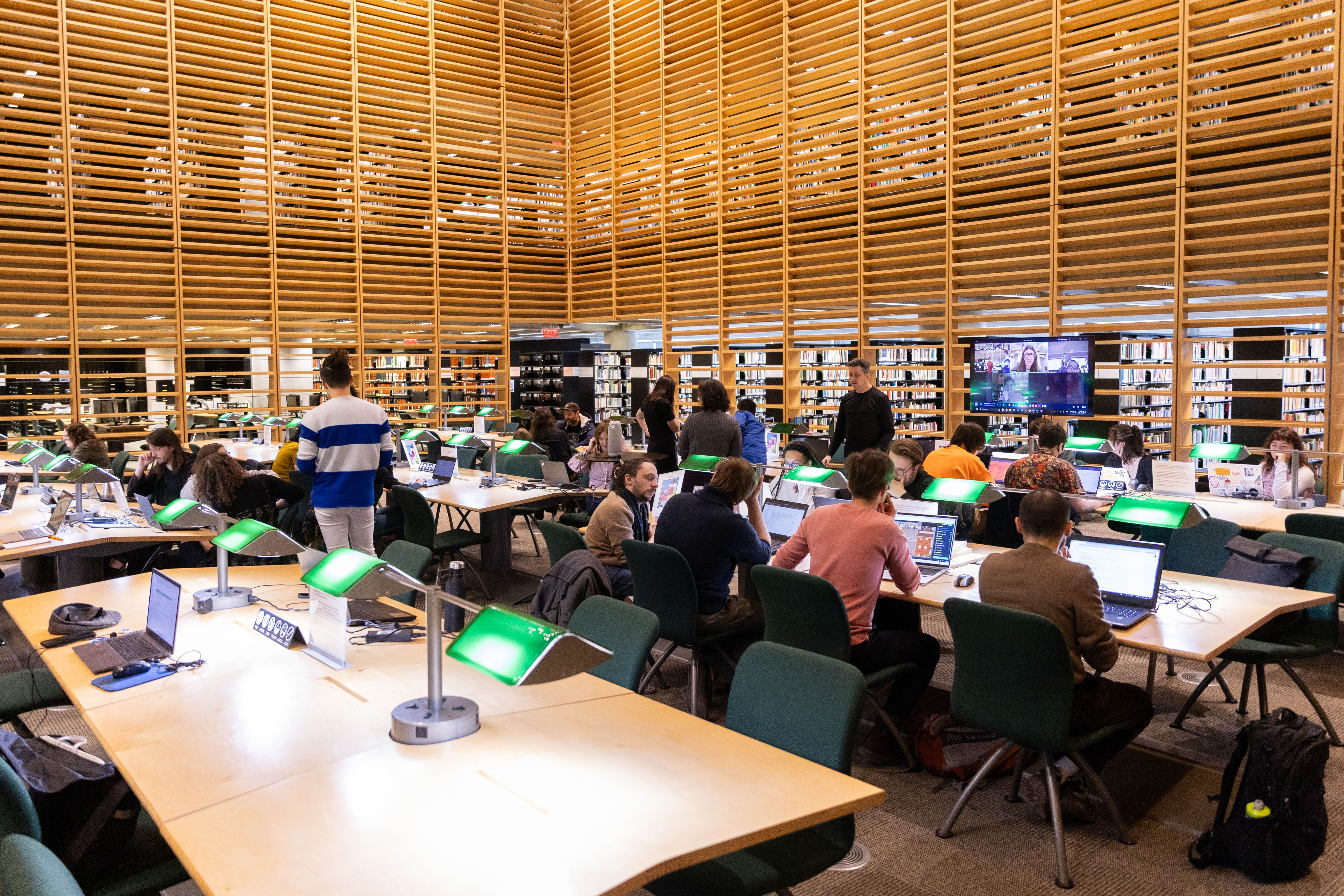
Espaces de travail durant le Wikithon 2025.
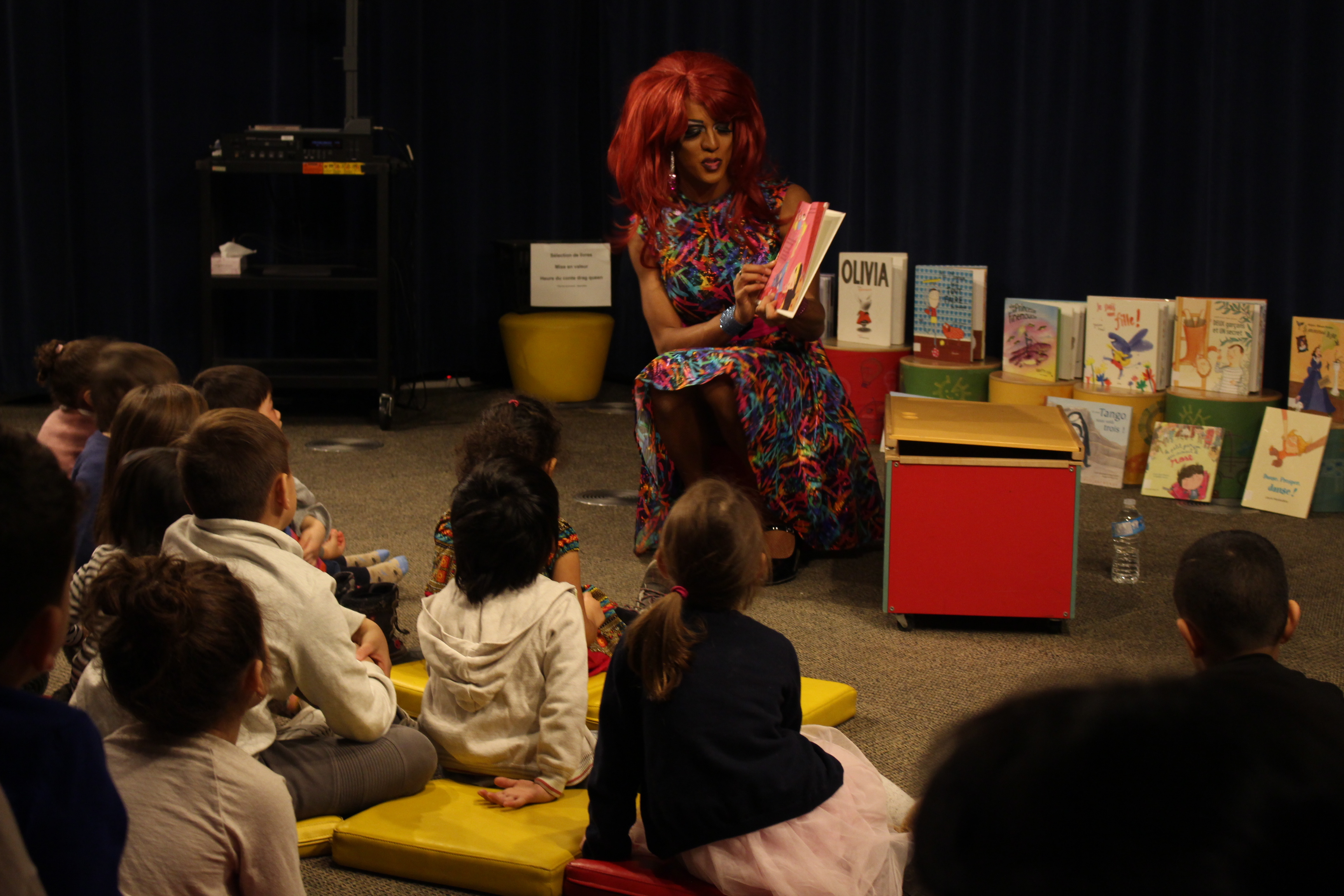
Heure du conte avec Barbada de Barbades en 2018.
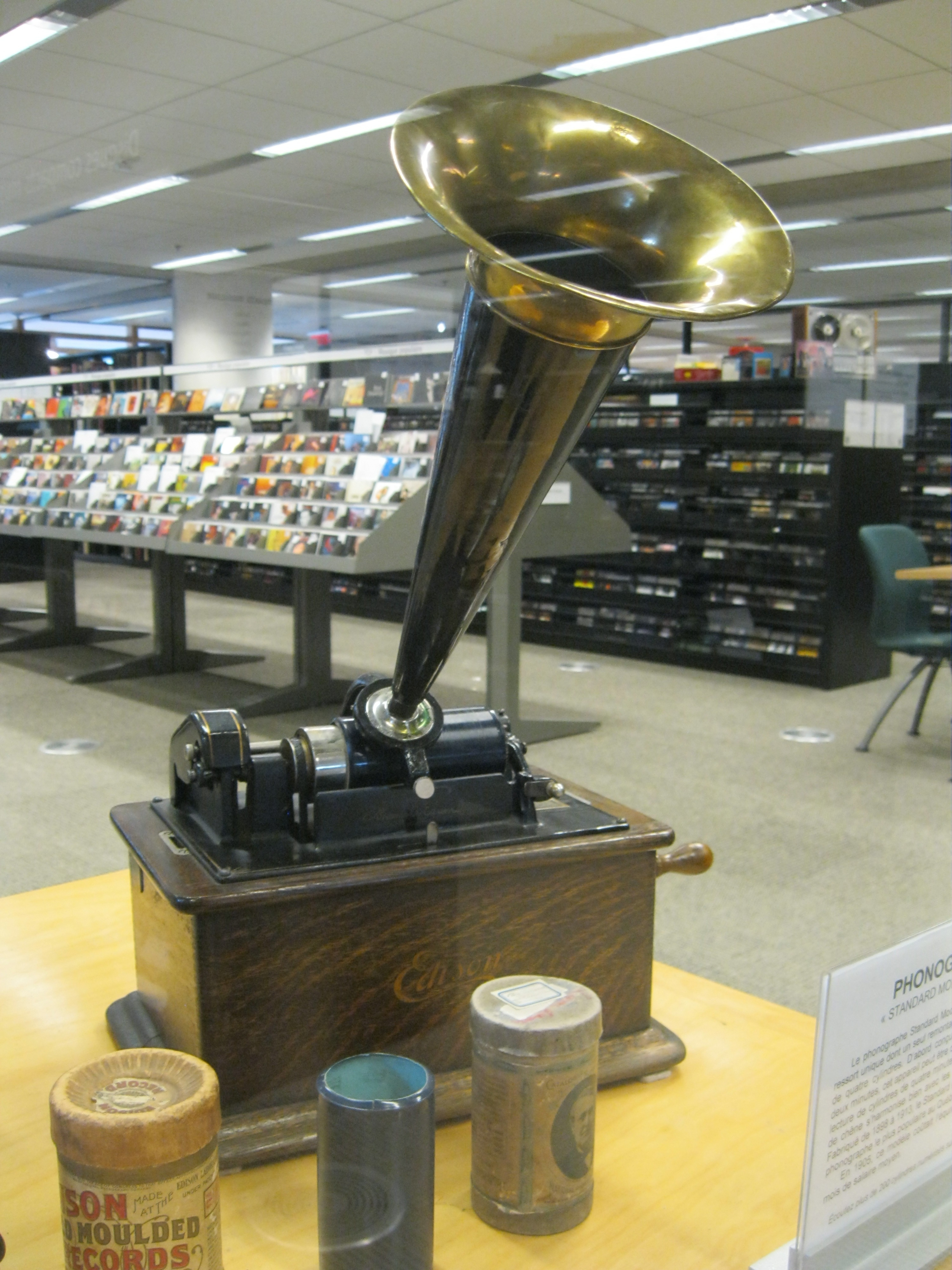
Phonographe de 1905 exposé à la Grande Bibliothèque.

## Direction
- Marie Grégoire : présidente-directrice générale
- Martin Dubois : directeur général de la Grande Bibliothèque
- Maureen Clapperton : directrice générale de la Bibliothèque nationale
- Hélène Laverdure : Conservatrice et directrice générale des Archives nationales